# Præstevang Kirke
Præstevang Kirke i Hillerød blev indviet den 16. september 1962 af biskop J.B. Leer-Andersen.
Inden da var gået adskillige års forberedelse, idet de første tanker om en kirke i den østlige del af Hillerød blev fremsat allerede i krigens år.
Den 11. september 1961 blev grundstenen lagt. I grundstensdokumentet blev det fastslået, at kirken skulle bygges: Gud til ære, Menigheden til gavn, Andre til et godt eksempel.

## Eksterne kilder og henvisninger
- Præstevang Kirke hos KortTilKirken.dk